# Hrabstwo Howard (Missouri)
Hrabstwo Howard (ang. Howard County) – hrabstwo w stanie Missouri w Stanach Zjednoczonych. Obszar całkowity hrabstwa obejmuje powierzchnię 470,55 mil2 (1 219 km²). Według danych z 2010 r. hrabstwo miało 10 144 mieszkańców. Hrabstwo powstało w 1816 roku i nosi imię Benjamina Howarda – pierwszego gubernatora Terytorium Missouri.

## Sąsiednie hrabstwa
- Hrabstwo Chariton (północny zachód)
- Hrabstwo Randolph (północny wschód)
- Hrabstwo Boone (południowy wschód)
- Hrabstwo Cooper (południe)
- Hrabstwo Saline (zachód)

## Miasta
- Armstrong
- Fayette
- Franklin
- Glasgow
- New Franklin